# Currie Cup First Division 2007
La Currie Cup First Division de 2007 fue la octava edición de la segunda división del rugby provincial de Sudáfrica.
El campeón fue el equipo de SWD Eagles quienes obtuvieron su segundo campeonato.

## Sistema de disputa
El torneo se disputó en formato liga donde cada equipo se enfrentó a los equipos restantes, luego los mejores cuatro clasificados disputaron semifinales y final.
Los dos mejores equipos obtienen el derecho de disputar el repechaje frente a los últimos clasificado de la Premier Division.

## Clasificación
| Pos. | Equipo           | Encuentros | Encuentros | Encuentros | Encuentros | Tantos | Tantos | Tantos | PB | PB | Puntos |
| Pos. | Equipo           | PJ         | PG         | PE         | PP         | F      | C      | Dif    | BO | BD | Puntos |
| ---- | ---------------- | ---------- | ---------- | ---------- | ---------- | ------ | ------ | ------ | -- | -- | ------ |
| 1.º  | SWD Eagles       | 10         | 9          | 0          | 1          | 255    | 179    | +76    | 5  | 0  | 41     |
| 2.º  | Mighty Elephants | 10         | 6          | 0          | 4          | 265    | 277    | −12    | 5  | 1  | 30     |
| 3.º  | Griffons         | 10         | 5          | 1          | 4          | 331    | 330    | +1     | 4  | 1  | 27     |
| 4.º  | Pumas            | 10         | 4          | 1          | 5          | 300    | 287    | +13    | 5  | 3  | 26     |
| 5.º  | Leopards         | 10         | 3          | 1          | 6          | 268    | 298    | −30    | 4  | 3  | 21     |
| 6.º  | Border Bulldogs  | 10         | 1          | 1          | 8          | 229    | 2771   | −48    | 2  | 5  | 13     |

|  | Semifinalistas. |

### Semifinales
| 28 de septiembre | SWD Eagles | 37 - 12 | Pumas |  |  |

| 29 de septiembre | Mighty Elephants | 43 - 30 | Griffons |  |  |

### Final
| 6 de octubre | SWD Eagles | 38 - 3 | Mighty Elephants | Outeniqua Park, George |  |

| Bandera de Sudáfrica |
| Campeón SWD Eagles   |
| Segundo título       |